# فقاع هربسي الشكل
الفقاع هربسي الشكل (بالإنجليزية: Pemphigus herpetiformis أو Herpetiform pemphigus)‏ أو التهاب الجلد هربسي الشكل بانحلال الأشواك (بالإنجليزية: Acantholytic herpetiform dermatitis)‏ أو المرض الفقاعي المختلط (بالإنجليزية: Mixed bullous disease)‏ أو الفقاع المسيطر عليه بسلفابيريدين (بالإنجليزية: Pemphigus controlled by sulfapyridine)‏ هو مرض جلدي ومن أنواع الفقاع حيث تشترك فيه الميزات السريرية لالتهاب الجلد الهربسي الشكل مع الميزات المرضية المناعية للفقاع.
للغلوبيولين المناعي ج دور في هذا المرض.